# Pedro Carmona (calciatore)
Pedro Carmona da Silva Neto (Porto Alegre, 15 aprile 1988) è un ex calciatore brasiliano, di ruolo centrocampista.

## Carriera
Ha giocato nella massima serie e seconda divisione brasiliana.